# Station Den Haag Laan van NOI
Den Haag Laan van NOI (d.i. van Nieuw Oost-Indië) is een spoorwegstation in Den Haag aan de spoorlijn Amsterdam - Rotterdam (de Oude Lijn) en alle drie de lijnen van RandstadRail.
De Oude Lijn, die in 1843 werd gerealiseerd, kruiste de tolweg die vanuit Voorburg naar Den Haag liep (de latere Laan van Nieuw Oosteinde). De eigenaar van die tolweg, bewoner van de hofstede De Werve, kwam met de spoorwegmaatschappij overeen dat er gestopt zou worden bij de tol. Dit is de oorsprong van het station, dat aanvankelijk de naam Nieuw Oosteinde droeg. In verband met het in gebruik nemen van de Hofpleinlijn door de ZHESM werd een vernieuwd station geopend op 1 mei 1907. Het station werd daarmee viersporig, maar nog niet meteen een stopplaats voor treinen op de lijn Leiden-Den Haag. Dit was vermoedelijk in de jaren 30 (pas) het geval. Tot 1953 (de verbinding tussen Mariahoeve en het Centraal Station bestond nog niet) lag er noordelijk van het station een splitsing voor de oude ZHESM-spoorlijn naar Station Scheveningen. Ook via Station Leidschendam-Voorburg was een rechtstreekse verbinding met Scheveningen mogelijk. Dit traject kruiste de Oude Lijn op de plek van de huidige onderdoorgang die toegang geeft tot het woonwagenkamp dat gesitueerd is in de zogenaamde Schipholboog. In deze sporendriehoek, volledig in dubbelspoor uitgevoerd, stond een onderstation en een afvoerpunt voor aardolie welke ter plaatse gewonnen werd door de NAM. Alleen het onderstation bestaat nog, maar is de spooraansluiting al decennia kwijt. Tot 1975 kon er in zuidelijke richting alleen naar Den Haag HS  en verder worden gereden; er was geen verbinding met Den Haag SS. In september 1975 kreeg station Laan van NOI een spoorverbinding met het station Den Haag Centraal dat in 1973 is geopend als opvolger van het station Den Haag SS. Tot medio 1976 reden over die spoorverbinding alleen treinen van de Hofpleinlijn en pendeltreinen. Vanaf 1976 gebruikten doorgaande treinen vanuit Leiden de boog naar het Centraal Station v.v.. Vanaf 1977 werd Laan van NOI ook een stopplaats voor de treinen van de Zoetermeerlijn die tussen het Centraal Station en het Station Leidschendam-Voorburg gebruik maakten van de Hofpleinlijn. Rond 1978 werden er tussen het Centraal Station en het station Den Haag Mariahoeve twee extra sporen aangelegd inclusief de Schipholboog met het oog op meer treinen van en naar de Schiphollijn vanaf 1981. Hiervoor werden in 1978 op station Laan van NOI twee nieuwe perronsporen in gebruik genomen, waarmee het station een zessporig station werd. Om deze aanleg mogelijk te maken is het oorspronkelijke stationsgebouw rond 1977 gesloopt. Sinds 2006 zijn deze extra sporen in gebruik bij RandstadRail. 
Sinds het begin van de twintigste eeuw heette het station voluit Laan van Nieuw Oost-Indië. De naam Den Haag werd in 1978 toegevoegd, waarbij van Nieuw Oost-Indië werd afgekort tot v NOI, omdat de naam anders te lang zou worden. In datzelfde jaar werd een nieuw stationsgebouw geopend. De borden op de perrons van RandstadRail (samenwerking van HTM en RET) tonen alleen de naam Laan van NOI. 
In 2015 lanceerde de gemeente Den Haag het plan om de naam te veranderen in Den Haag Beatrixkwartier, omdat dat gunstige economische effecten zou hebben, maar toen was al bekend dat die gunstige effecten niet aantoonbaar zijnen heeft vooralsnog geen naamswijzing plaatsgevonden.  
Het station bevindt zich op de grens van Den Haag en Voorburg. Het is genoemd naar de Laan van Nieuw Oost-Indië (in Voorburg Laan van Nieuw Oosteinde geheten) en ligt nabij het spoorviaduct dat die laan kruist. Het voormalige gebouw van het Ministerie van Sociale Zaken en het gebouw van NWO liggen naast het station. 
Tussen 1885 en 1924 reed er een stoomtram van de IJSM vanuit Voorburg via de Laan van Nieuw Oost Einde en Schenkkade. Deze stak de Schenk over via een schuin brugje ongeveer ter hoogte van waar nu het tankstation is (achterlangs). Toen de stoomtram vervangen werd door de Blauwe Tram is deze route verlaten.

## Treinen
Het station wordt in de dienstregeling 2025 door de volgende treinseries bediend:
| Serie | Treinsoort     | Route | Bijzonderheden |
| ----- | -------------- | --- | --- |
| 2200  | Intercity (NS) | Amsterdam Centraal – Amsterdam Sloterdijk – Haarlem – Leiden Centraal – Den Haag Laan van NOI – Den Haag HS – Delft – Schiedam Centrum – Rotterdam Centraal – Dordrecht – Roosendaal – Vlissingen                                  | Rijdt op weekdagen overdag 1x/uur en vormt een halfuurdienst met series 2300 (tussen Amsterdam Centraal en Roosendaal) en 6500 (tussen Roosendaal en Vlissingen). 's Avonds en in het weekend rijdt deze serie 2x/uur. |
| 2300  | Intercity (NS) | Amsterdam Centraal – Amsterdam Sloterdijk – Haarlem – Leiden Centraal – Den Haag Laan van NOI – Den Haag HS – Delft – Schiedam Centrum – Rotterdam Centraal – Dordrecht – Roosendaal – Vlissingen                                  | Rijdt alleen op weekdagen overdag en rijdt 1x/uur. Vormt tussen Amsterdam Centraal en Roosendaal een halfuursdienst met serie 2200. 's Avonds en in het weekend rijdt serie 2200 2x/uur.                               |
| 3200  | Intercity (NS) | Arnhem Centraal – Ede-Wageningen – Utrecht Centraal – Amsterdam Zuid – Schiphol Airport – Leiden Centraal – Den Haag Laan van NOI – Den Haag HS – Delft – Rotterdam Centraal                                                       | Stopt niet te Schiedam Centrum. Rijdt alleen van maandag tot en met donderdag tot circa 19:00. |
| 3500  | Intercity (NS) | Dordrecht – Rotterdam Centraal – Schiedam Centrum – Delft – Den Haag HS – Den Haag Laan van NOI – Leiden Centraal – Schiphol Airport – Amsterdam Zuid – Utrecht Centraal – 's-Hertogenbosch – Eindhoven Centraal – Helmond – Venlo | Rijdt na circa 22:30, op zaterdagochtend tot circa 9:00 en op zondagochtend tot circa 10:00 niet tussen Dordrecht en Utrecht Centraal v.v.                                                                             |
| 4300  | Sprinter (NS)  | Den Haag Centraal – Den Haag Laan van NOI – Leiden Centraal – Schiphol Airport – Amsterdam Zuid – Weesp – Almere Centrum – Almere Buiten – Almere Oostvaarders – Lelystad Centrum                                                  | |
| 6300  | Sprinter (NS)  | (Den Haag Centraal – Den Haag Laan van NOI – ) Leiden Centraal – Heemstede-Aerdenhout – Haarlem | Rijdt na 20:00 uur en op vrijdag en in het weekend tussen Leiden Centraal en Haarlem. |

## RandstadRail
Tot 3 juni 2006 stopten hier ook de treinen van de Hofpleinlijn (sinds 1908) en Zoetermeer Stadslijn (sinds 1977), die thans deel uitmaken van RandstadRail.
Voor de realisatie van het Lightrail-Project RandstadRail werd de spoorsituatie bij Laan van NOI in 2006 aangepast. Voorheen werden de sporen 3 en 4 gebruikt voor de Hofplein- en Zoetermeerlijn, dit werden voortaan de sporen 1 en 2. Met ingang van 3 juni 2006 werden deze twee sporen buiten gebruik genomen, om dit deel van het station te verbouwen tot sneltramhalte. De perrons van deze sporen zijn ingekort en deels verlaagd/verhoogd en het station kreeg hellingbanen en liften. Het station zou volgens de oorspronkelijke plannen op 3 september 2006 in gebruik komen als halte van HTM tramlijnen 3 & 4 en de Erasmuslijn van de RET (vanaf december 2009 RandstadRail metrolijn E geheten).
Het station werd op 29 oktober 2006 in gebruik genomen voor RandstadRail 4. Sinds 11 november 2006 stopte de RET RandstadRail Erasmuslijn hier ook. Op 29 november 2006 waren er ontsporingen bij RandstadRail en sinds die dag reden RandstadRail 4 en de RandstadRail Erasmuslijn hier niet meer langs.
Sinds 3 oktober 2007 is de RandstadRail Erasmuslijn hier weer gaan stoppen en RandstadRail 4 vanaf 4 oktober 2007, allebei na een lange periode van opnieuw testen en vervolgens proefbedrijf tussen Den Haag Centraal - Nootdorp (RandstadRail metrolijn E) en Den Haag De Uithof - Station Lansingerland-Zoetermeer (RandstadRail 4).
Sinds 20 oktober 2007 halteert RandstadRail 3 het traject tussen Den Haag Loosduinen - Zoetermeer Seghwaert, en op 27 oktober ook het laatste stuk tussen Zoetermeer Seghwaert - Zoetermeer Centrum-West na bijna 14 maanden vertraging.

## Tram en bus
Behalve per trein en RandstadRail is station Laan van NOI ook te bereiken per tram en bus. Bij het viaduct is een halte van tram 2 en bus 23. Ook ligt ten westen van het station een in de normale dienst niet meer gebruikte keermogelijkheid voor de trams.

## Spoorkruising bij het station

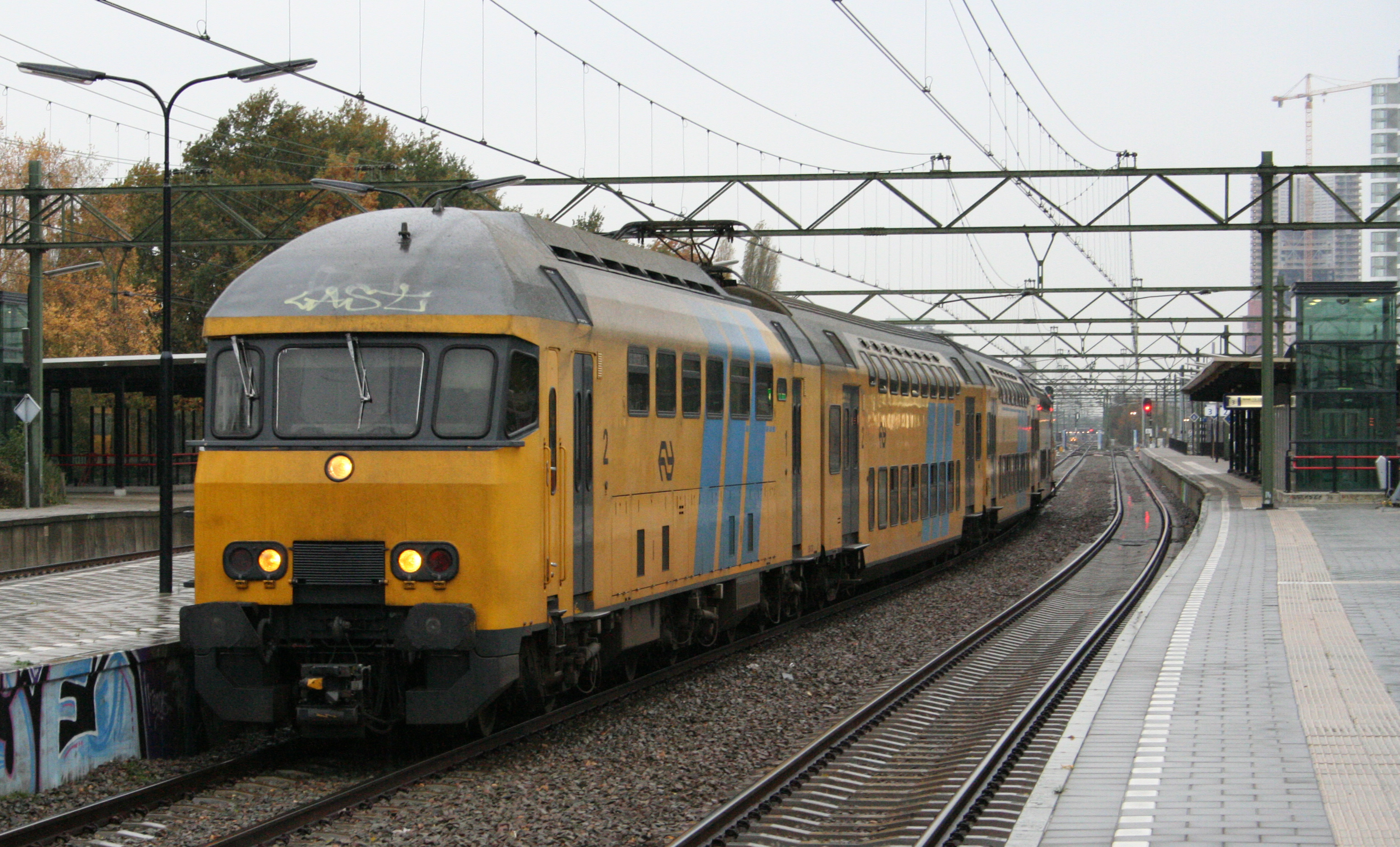
Een trein op station Laan v NOI
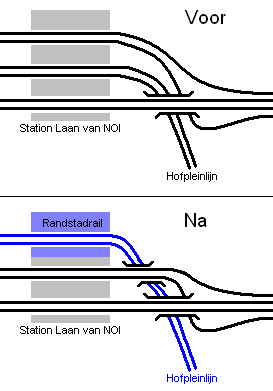
De 'nieuwe' kruising (sinds 2007 in gebruik) bij station Den Haag Laan v NOI

In de kaartjes is niet getekend dat de bocht naar rechts (gezien vanaf het station) van de drie sporen die onder de Oude Lijn doorgaan eigenlijk eerst een bocht naar links is, waarbij de sporen zich van de Oude Lijn verwijderen, om pas daarna naar rechts te draaien (de 'nieuwe' kruising bevindt zich in die bocht naar links). Het spoor van Mariahoeve richting Den Haag Centraal loopt hier langs; gezien in deze rijrichting verwijdert het zich dus ook van de Oude Lijn, komt er op Den Haag Laan v NOI weer bij, en maakt daarna pas samen met het spoor voor de andere richting de bocht naar Den Haag Centraal. Rechtsonder is de Schipholboog. Tussen de bogen en de Oude Lijn lagen tot eind 2013 volkstuintjes en een woonwagenkamp.

## Ontwikkeling aantal reizigers
Het aantal door NS vervoerde reizigers (per gemiddelde werkdag) ontwikkelde zich sedert 2019 als volgt:
| Jaar | Aantal reizigers |
| ---- | ---------------- |
| 2019 | 18.824           |
| 2020 | 7.391            |
| 2021 | 7.075            |
| 2022 | 11.608           |
| 2023 | 14.972           |
| 2024 | 16.862           |

## Afbeeldingen

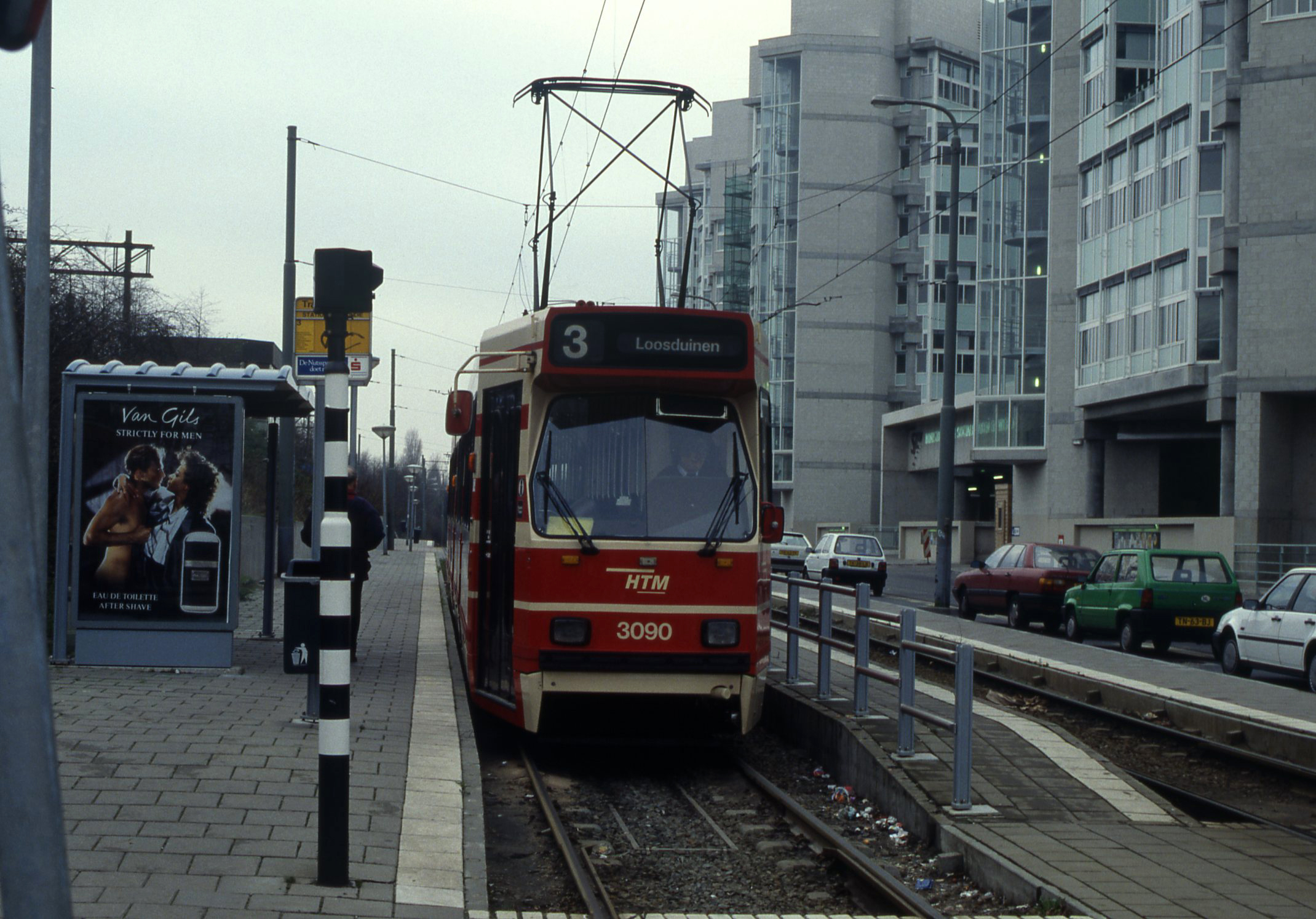
tram van HTM op het station
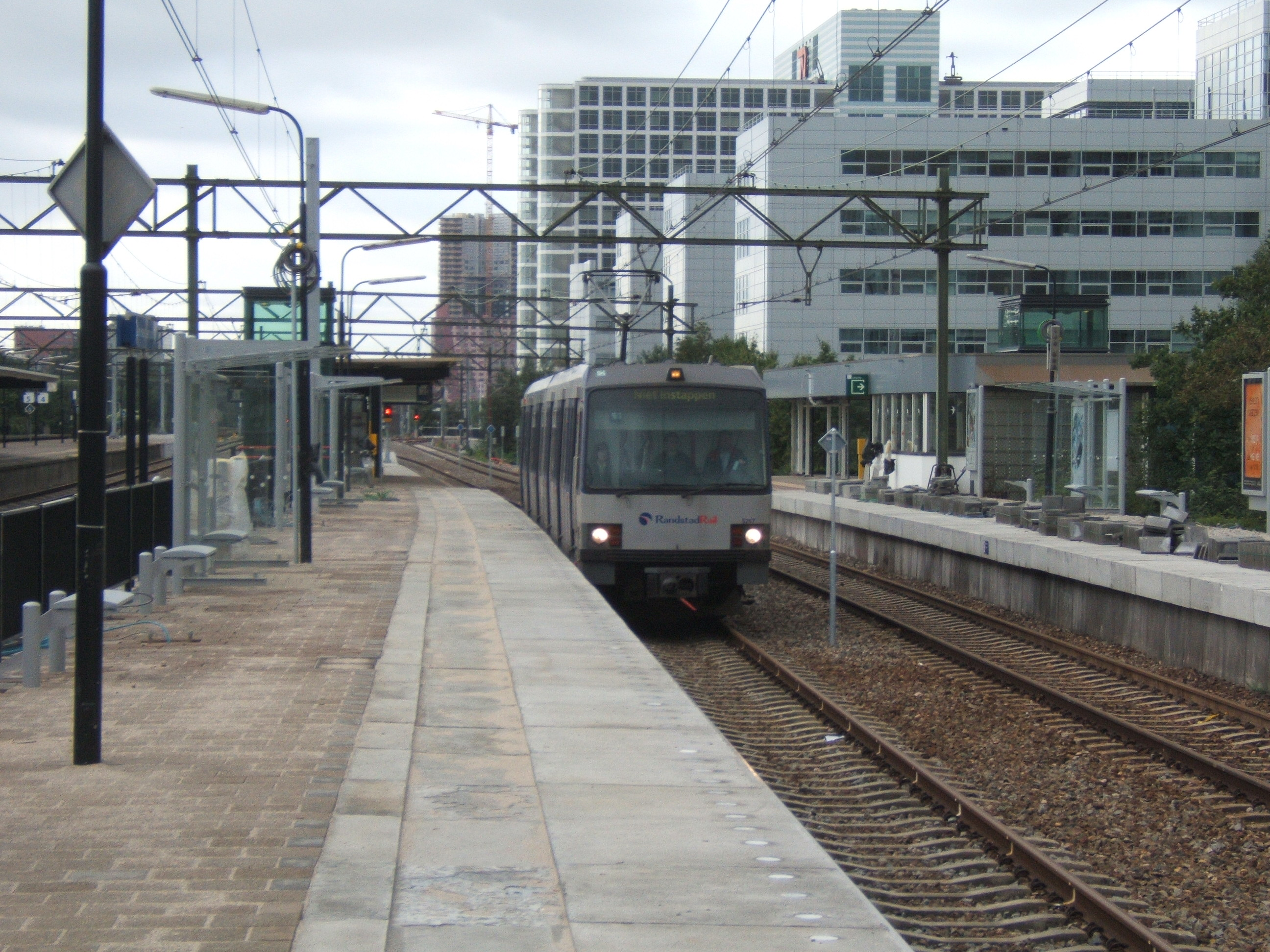
Randstadrail op het station (2005)
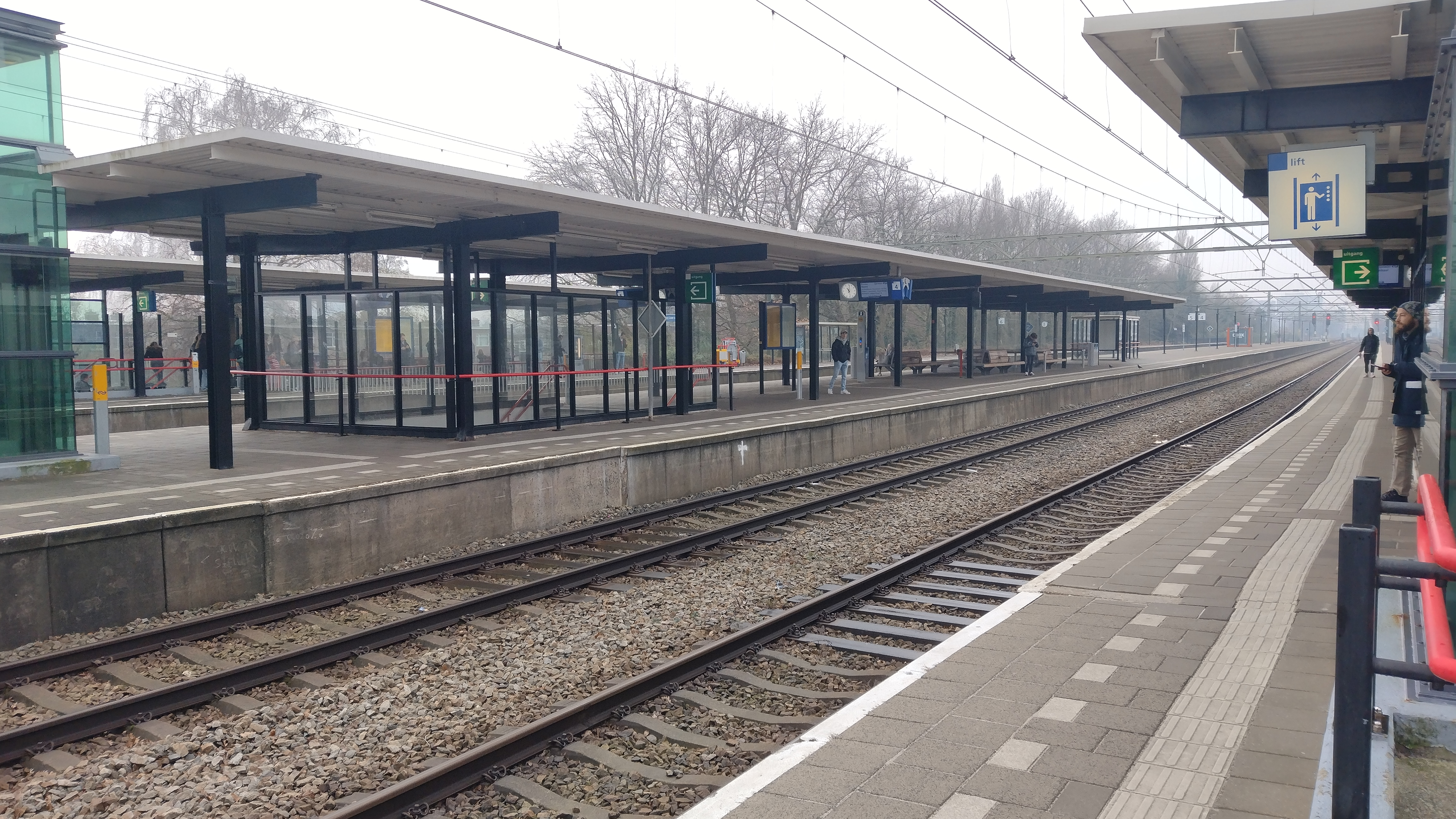
Perrons voor de treinen
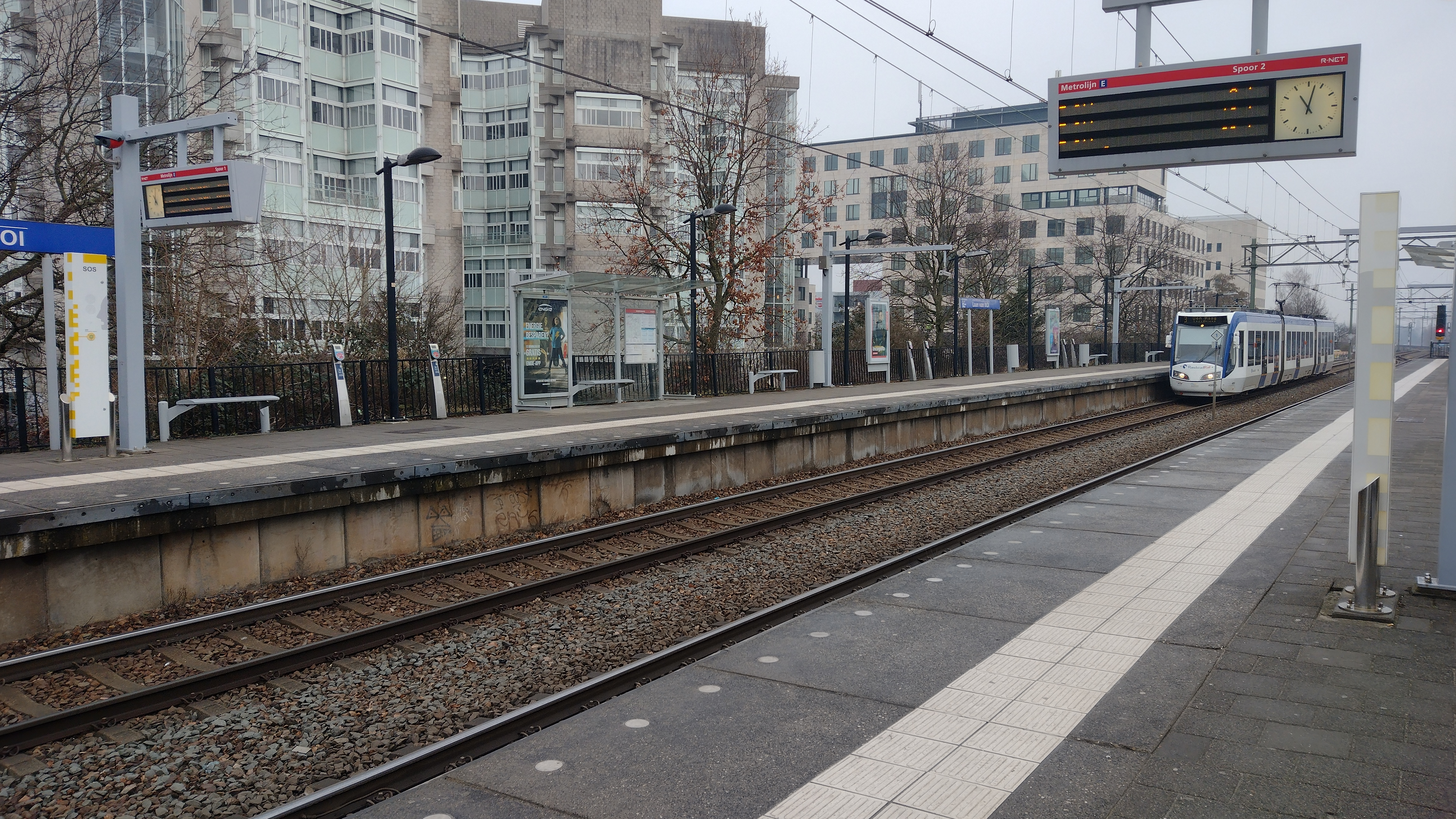
Perrons voor tram en metro

−1: Amsterdam Centraal ·
−1: Amsterdam Westerdok ·
0: Amsterdam Willemspoort ·
0: Amsterdam d'Eenhonderd Roe ·
3: Amsterdam Sloterdijk ·
9: Halfweg-Zwanenburg ·
14: Haarlem Spaarnwoude
17: Haarlem ·
21: Heemstede-Aerdenhout ·
25: Vogelenzang ·
28: Hillegom ·
30: Veenenburg ·
32: Lisse ·
36: Piet Gijzenbrug ·
38: Voorhout ·
41: Postbrug ·
42: Warmond ·
46: Leiden Centraal ·
48: De Vink ·
51: Voorschoten ·
54: Statistiek ·
57: Den Haag Mariahoeve ·
59: Den Haag Laan van NOI ·
61: Den Haag HS ·
63: Den Haag Moerwijk ·
65: Rijswijk ·
69: Delft ·
71: Delft Campus ·
77: Kethel ·
80: Schiedam Centrum ·
82: Beukelsdijk ·
84: Rotterdam Delftse Poort ·
84: Rotterdam Centraal
Alphen a/d Rijn ·
Arkel · 
Barendrecht · 
Bodegraven · 
Boskoop · 
-Snijdelwijk · 
Boven Hardinxveld · 
Capelle Schollevaar · 
De Vink · 
Delft · 
-Campus · 
Den Haag:
-Centraal · 
-HS ·
-Laan van NOI · 
-Mariahoeve · 
-Moerwijk · 
-Ypenburg · 
Dordrecht · 
-Stadspolders ·
-Zuid ·
Gorinchem · 
Gouda · 
-Goverwelle · 
Hardinxveld:
-Blauwe Zoom · 
-Giessendam · 
Hillegom · 
Lansingerland-Zoetermeer · 
Leiden:
-Centraal · 
-Lammenschans · 
Nieuwerkerk a/d IJssel · 
Rijswijk · 
Rotterdam:
-Alexander · 
-Blaak · 
-Centraal · 
-Lombardijen · 
-Noord · 
-Stadion · 
-Zuid · 
Sassenheim · 
Schiedam Centrum · 
Sliedrecht · 
-Baanhoek · 
Voorburg · 
Voorhout · 
Voorschoten ·
Waddinxveen · 
-Noord ·
-Triangel ·
Zoetermeer · 
-Oost · 
Zwijndrecht
Geplande stations:
Gorinchem Noord · Hazerswoude-Koudekerk · Schiedam Kethel
Voormalige stations: zie de lijst van voormalige spoorwegstations in Zuid-Holland
Arnold Spoelplein ·
Pisuissestraat ·
Mozartlaan ·
Heliotrooplaan ·
Muurbloemweg ·
Hoefbladlaan ·
De Savornin Lohmanplein ·
Appelstraat ·
Zonnebloemstraat ·
Azaleaplein ·
Goudenregenstraat ·
Fahrenheitstraat ·
Valkenbosplein ·
Conradkade ·
Van Speijkstraat ·
Elandstraat ·
HMC Westeinde ·
Brouwersgracht ·
Grote Markt ·
Spui ·
Centraal Station (NS) ·
Beatrixkwartier ·
Laan van NOI (NS) ·
Voorburg 't Loo ·
Leidschendam-Voorburg ·
Forepark ·
Leidschenveen ·
Voorweg Laag ·
Centrum-West ·
Stadhuis ·
Palenstein ·
Seghwaert ·
Leidsewallen ·
De Leyens ·
Buytenwegh ·
Voorweg Hoog ·
Meerzicht ·
Driemanspolder (NS) ·
Delftsewallen ·
Dorp ·
Centrum-West
De Uithof · 
Beresteinlaan ·
Bouwlustlaan ·
De Rade ·
Dedemsvaartweg ·
Zuidwoldepad ·
Leyenburg ·
Monnickendamplein ·
Tienhovenselaan ·
Dierenselaan ·
De la Reyweg ·
Monstersestraat ·
HMC Westeinde ·
Brouwersgracht ·
Grote Markt ·
Spui ·
Centraal Station (NS) ·
Beatrixkwartier ·
Laan van NOI (NS) ·
Voorburg 't Loo ·
Leidschendam-Voorburg ·
Forepark ·
Leidschenveen ·
Voorweg Laag ·
Centrum-West ·
Stadhuis ·
Palenstein ·
Seghwaert ·
Willem Dreeslaan ·
Oosterheem ·
Javalaan ·
Van Tuyllpark ·
Lansingerland-Zoetermeer (NS)
Den Haag Centraal  · Laan van NOI  · Voorburg 't Loo · Leidschendam-Voorburg · Forepark · Leidschenveen · Nootdorp · Pijnacker Centrum · Pijnacker Zuid · Berkel Westpolder · Rodenrijs · Meijersplein/Airport · Melanchthonweg · Blijdorp · Rotterdam Centraal  · Stadhuis · Beurs · Leuvehaven · Wilhelminaplein · Rijnhaven · Maashaven · Zuidplein · Slinge